# Осиповка (Самарская область)
Осиповка — село в Алексеевском районе Самарской области. Входит в состав сельского поселения Авангард.

## География
Расположено на реке Калманка, в 12 км к северу от центра сельского поселения поселка Авангард.

## Население
| 1986 | 2002 | 2010 | 2014 | 2015 |
| ---- | ---- | ---- | ---- | ---- |
| 152  | ↗180 | ↘161 | ↘154 | ↘153 |

Национальный состав
Согласно результатам переписи 2002 года, в национальной структуре населения русские составляли 79 % от жителей.